# Цильнинский район
Цильни́нский райо́н — административно-территориальная единица (административный район) и муниципальное образование (муниципальный район) в Ульяновской области России.
Административный центр — село Большое Нагаткино.

## География
Цильнинский район расположен на северо-востоке области в 34 км от Ульяновска. На севере и западе район граничит с республикой Татарстан; на востоке — с Ульяновским районом; на юго-западе — с Майнским районом.
Площадь района составляет 1293 кв. км.
Через район проходят железнодорожные и автомобильные коммуникации общероссийского значения:
- Ульяновское отделение Куйбышевской железной дороги, ж/д станция «Цильна»
- автотрасса Сызрань — Цивильск
- автотрасса Ульяновск — Казань.

Расположен на севере области в 34 км от Ульяновска.

## История
По территории Цильнинского района проходил бывший Казанский почтовый тракт, который в XVIII-XIX веках служил продолжением основного Пензенского этапно-почтового тракта, шедшего по территории района через сёла Богдашкино и Старые Алгаши к Буинску, а затем в Казань.
Цильнинский район берёт своё начало с 3 октября 1927 года, когда Постановлением Президиума ВВДК с целью образования национальных Чувашской и Мордовской волостей в Ульяновском уезде была образована Богдашкинская чувашская национальная волость с центром в селе Богдашкино, в которую из Нагаткинской волости перешли селения Тимерсянского и Алгашинского кустов, а также из Астрадамовской волости — селения Чирикеево и Новые Маклауши.
В июне 1928 года Ульяновская губерния была преобразована в Ульяновский округ в составе Средне-Волжской области с центром в г. Самаре. В округ входило 15 районов, в том числе Богдашкинский и Телешовский. В Телешовский район входили сельсоветы русской и татарской национальности, ныне составляющие Цильнинский район. Совхозный куст входил в Тагаевский район. (При образовании округов в составе Средневолжской области вместо уездов утверждены районы).
Постановлением ВЦИК от 21 января 1929 года Телешовский район был ликвидирован. Сельские Советы переданы в Богдашкинский район.
Постановлением ЦИК и СНК СССР от 28 июля 1930 года округа в составе областей ликвидируются, вместо них образуются укрупненные районы.
В феврале 1931 года Богдашкинский и Ульяновский районы вместе с городом Ульяновск образовали один Ульяновский район.
Постановлением ЦИК СССР от 27 января 1935 года город Самара был переименован в город Куйбышев, а Средневолжский край — в Куйбышевский край.
Постановлением президиума Куйбышевского крайисполкома от 5 февраля 1935 года утверждено новое районирование Куйбышевского края. Богдашкинский район стал самостоятельным. В его состав, кроме тех сельсоветов, которыми в данный момент располагает Цильнинский район, вошли Ундоровский, Русско-Беденьговский, Васильевский, Бессоновский, Староалейкинский сельские Советы.
В 1935 году районный центр из Богдашкино перенесен в село Большое Нагаткино.
Указом Президиума Верховного Совета СССР от 19 января 1943 года в составе РСФСР образована Ульяновская область из 26 районов.
Указом Президиума Верховного Совета СССР от 14 декабря 1943 года в составе Ульяновской области за счёт разукрупнения Богдашкинского и Ульяновского районов вновь образован Ишеевский район. Таким образом, три сельсовета: Русско-Беденьговский, Староалейкинский и Ундоровский от Богдашкинского района отделились.
В сентябре 1960 года при упразднении Астрадамского района Новомаклаушский и Старомаклаушский сельские Советы были переданы в состав Богдашкинского района.
Решением исполкома Ульяновского областного Совета депутатов трудящихся от 7 августа 1962 года поселок Цильнинский отнесён к категории рабочих посёлков, с присвоением наименования — рабочий посёлок Цильна.
В связи с предпринятой в стране перестройкой органов партийного и государственного руководства народным хозяйством Президиум Верховного Совета РСФСР своим Указом «О реорганизации краевых, областных и районных Советов депутатов трудящихся РСФСР» от 26 декабря 1962 года постановил: «Реорганизовать советские органы в краях и областях РСФСР по производственному принципу».
Советы депутатов трудящихся и их исполнительные комитеты были разделены на промышленные и сельские. Образовались исполкомы Ульяновского областного сельского и областного промышленного Советов депутатов трудящихся. Вместо существующих единых органов были образованы районы двух видов — сельские и промышленные. Сельские советы Богдашкинского района были отнесены к Ульяновскому сельскому району. Таким образом произошло слияние двух районов в один Ульяновский с центром в г. Ульяновске.
Разделение районов на сельские и промышленные оказалось мало практичным. Отдаленность от районного центра и от р. п. Ишеевка (часть районных учреждений как райвоенкомат, архив, ЗАГС и другие) вызывало много затруднений и расходов для населения бывшего Богдашкинского района. Обнаружившиеся недостатки нового районного деления предопределили его неустойчивость. Уже в следующем году возобновилась работа по исправлению новой районной сети. Более десяти писем было отправлено в высшие инстанции от имени населения руководителями колхозов, председателями и депутатами сельских Советов бывшего Богдашкинского района. «Присоединение Богдашкинского района к Ульяновскому создало большое неудобство для населения и ухудшило руководство колхозами»; «Ульяновский район самый большой в Ульяновской области, густонаселённый фактически не управляемый. Ни райком партии, ни райисполком и производственное управление не в силах по-настоящему охватить руководством 90 партийных организаций, 27 сельских и поселковых Советов с 19-ю крупными колхозами и 11-ю специализированными пригородными совхозами, в которых общая площадь пашни более 220 тысяч га», — говорилось в них.
В соответствии с Указом Президиума Верховного Совета РСФСР от 3 ноября 1965 года был образован Цильнинский район с центром в селе Большое Нагаткино в бывших границах Богдашкинского района. Дополнительно району от Майнского района были переданы Новомаклаушский, Новоникулинский, Старомаклаушский, Староникулинский и Степноанненковский сельские Советы.
Решением облисполкома от 3 января 1967 года Новомаклаушский, Старомаклаушский сельсоветы переданы обратно в Майнский район.

## Население
| 1989    | 2002    | 2009    | 2010    | 2011    | 2012    | 2013    | 2014    | 2015    |
| ------- | ------- | ------- | ------- | ------- | ------- | ------- | ------- | ------- |
| 31 496  | ↘28 628 | ↘27 767 | ↘27 543 | ↘27 519 | ↘27 205 | ↘26 691 | ↘26 344 | ↘26 071 |
| 2016    | 2017    | 2018    | 2019    | 2020    | 2021    | 2024    | 2025    |         |
| ↘25 867 | ↘25 432 | ↘25 150 | ↘24 634 | ↘24 382 | ↘23 295 | ↘23 007 | ↘22 718 |         |

### Урбанизация
В городских условиях (рабочий посёлок Цильна) проживают 17,06 % населения района.

### Национальный состав
Жителей в районе 23,3 тыс. человек, из них: 51% — чуваши, 35 % — русские, 13 % — татары. Плотность населения — 22 человек на 1 км².

## Административное деление
Цильнинский административный район в рамках административно-территориального устройства области делится на 1 поселковый округ и 7 сельских округов.
Одноимённый муниципальный район в рамках организации местного самоуправления (муниципального устройства) включает 8 муниципальных образований, в том числе 1 городское поселение и 7 сельских поселений.
Поселковые округа соответствуют городским поселениям, сельские округа — сельским поселениям.
| № | Муниципальное образование             | Админ. центр           | Количество населённых пунктов | Население (чел.) | Площадь (км²) |
| - | ------------------------------------- | ---------------------- | ----------------------------- | ---------------- | ------------- |
| 1 | Цильнинское городское поселение       | рабочий посёлок Цильна | 6                             | ↗4702            | 91,25         |
| 2 | Алгашинское сельское поселение        | село Старые Алгаши     | 4                             | ↘3100            | 146,49        |
| 3 | Анненковское сельское поселение       | село Степное Анненково | 2                             | ↘857             | 110,76        |
| 4 | Большенагаткинское сельское поселение | село Большое Нагаткино | 12                            | ↘7685            | 297,27        |
| 5 | Елховоозёрское сельское поселение     | село Елховое Озеро     | 6                             | ↘1426            | 98,17         |
| 6 | Мокробугурнинское сельское поселение  | село Мокрая Бугурна    | 7                             | ↘1653            | 183,19        |
| 7 | Новоникулинское сельское поселение    | село Новое Никулино    | 15                            | ↘1412            | 211,58        |
| 8 | Тимерсянское сельское поселение       | село Средние Тимерсяны | 3                             | ↘2460            | 150,45        |

### Населённые пункты
В районе находятся 55 населённых пунктов, в том числе 1 городской (рабочий посёлок) и 54 сельских:
| №  | Населённый пункт     | Тип             | Население | Муниципальное образование             |
| -- | -------------------- | --------------- | --------- | ------------------------------------- |
| 1  | Александровка        | деревня         | 0         | Елховоозёрское сельское поселение     |
| 2  | Арбузовка            | село            | 506       | Цильнинское городское поселение       |
| 3  | Арбузовский          | посёлок         | 34        | Цильнинское городское поселение       |
| 4  | Беленки              | деревня         | 1         | Новоникулинское сельское поселение    |
| 5  | Богдашкино           | село            | 968       | Алгашинское сельское поселение        |
| 6  | Богородская Репьёвка | село            | 289       | Мокробугурнинское сельское поселение  |
| 7  | Большое Нагаткино    | село            | ↘4942     | Большенагаткинское сельское поселение |
| 8  | Буденновка           | посёлок         | 5         | Елховоозёрское сельское поселение     |
| 9  | Буйковка             | деревня         | 21        | Новоникулинское сельское поселение    |
| 10 | Верхние Тимерсяны    | село            | 949       | Тимерсянское сельское поселение       |
| 11 | Гафидовка            | деревня         | 0         | Новоникулинское сельское поселение    |
| 12 | Герасимовка          | деревня         | 7         | Новоникулинское сельское поселение    |
| 13 | Дубравка             | посёлок         | 15        | Новоникулинское сельское поселение    |
| 14 | Елховое              | разъезд         | 2         | Елховоозёрское сельское поселение     |
| 15 | Елховое Озеро        | село            | 745       | Елховоозёрское сельское поселение     |
| 16 | Источник             | посёлок         | 85        | Новоникулинское сельское поселение    |
| 17 | Кайсарово            | село            | 399       | Елховоозёрское сельское поселение     |
| 18 | Карабаевка           | село            | 473       | Новоникулинское сельское поселение    |
| 19 | Кашинка              | село            | 132       | Цильнинское городское поселение       |
| 20 | Клин                 | посёлок         | 143       | Большенагаткинское сельское поселение |
| 21 | Крестниково          | село            | 724       | Большенагаткинское сельское поселение |
| 22 | Кундюковка           | село            | ↘563      | Елховоозёрское сельское поселение     |
| 23 | Малая Цильна         | деревня         | 101       | Мокробугурнинское сельское поселение  |
| 24 | Малое Нагаткино      | село            | ↘342      | Большенагаткинское сельское поселение |
| 25 | Марьевка             | деревня         | 115       | Цильнинское городское поселение       |
| 26 | Мокрая Бугурна       | село            | 563       | Мокробугурнинское сельское поселение  |
| 27 | Нижние Тимерсяны     | село            | 1211      | Тимерсянское сельское поселение       |
| 28 | Новая Воля           | посёлок         | 128       | Большенагаткинское сельское поселение |
| 29 | Новое Ирикеево       | посёлок         | 22        | Мокробугурнинское сельское поселение  |
| 30 | Новое Никулино       | село            | 706       | Новоникулинское сельское поселение    |
| 31 | Новые Алгаши         | село            | 874       | Алгашинское сельское поселение        |
| 32 | Новые Тимерсяны      | село            | 559       | Большенагаткинское сельское поселение |
| 33 | Норовка              | село            | ↘126      | Большенагаткинское сельское поселение |
| 34 | Орловка              | посёлок         | 262       | Большенагаткинское сельское поселение |
| 35 | Пилюгино             | село            | 402       | Анненковское сельское поселение       |
| 36 | Погребы              | деревня         | 30        | Новоникулинское сельское поселение    |
| 37 | Покровское           | село            | 551       | Мокробугурнинское сельское поселение  |
| 38 | Растовка             | деревня         | 3         | Новоникулинское сельское поселение    |
| 39 | Русская Цильна       | село            | 337       | Мокробугурнинское сельское поселение  |
| 40 | Садки                | деревня         | 224       | Большенагаткинское сельское поселение |
| 41 | Сахалин              | посёлок         | 1         | Большенагаткинское сельское поселение |
| 42 | Солнце               | посёлок         | 133       | Большенагаткинское сельское поселение |
| 43 | Средние Алгаши       | деревня         | 407       | Алгашинское сельское поселение        |
| 44 | Средние Тимерсяны    | село            | 802       | Тимерсянское сельское поселение       |
| 45 | Старое Никулино      | село            | 10        | Новоникулинское сельское поселение    |
| 46 | Старые Алгаши        | село            | 1688      | Алгашинское сельское поселение        |
| 47 | Степная Репьёвка     | деревня         | 574       | Большенагаткинское сельское поселение |
| 48 | Степное Анненково    | село            | 713       | Анненковское сельское поселение       |
| 49 | Сухая Бугурна        | село            | 170       | Мокробугурнинское сельское поселение  |
| 50 | Телешовка            | село            | 323       | Цильнинское городское поселение       |
| 51 | Тимофеевка           | деревня         | 131       | Новоникулинское сельское поселение    |
| 52 | Устеренка            | село            | 264       | Новоникулинское сельское поселение    |
| 53 | Цильна               | рабочий посёлок | ↗3876     | Цильнинское городское поселение       |
| 54 | Чириково             | село            | 126       | Новоникулинское сельское поселение    |
| 55 | Шишовка              | деревня         | 3         | Новоникулинское сельское поселение    |

Упразднённые населённые пункты:
деревня Грязный Ключ Карабаевского сельсовета Цильнинского района;

## Местное самоуправление
Главой администрации муниципального образования "Цильнинский район" Ульяновской области является Бабайкин Владимир Петрович

## Экономика
Промышленность
Промышленность района представляют семь предприятий. Это ОАО «Ульяновский сахарный завод», ОАО молочный завод «Большенагаткинский», ОГУП «Восход», МУП бытового обслуживания, ОАО «Цильнинский элеватор», ООО Мигатрейд, ООО ПКФ Инорс. В общей структуре промышленности 99,9 % — это пищевая промышленность — производство сахара Ульяновским сахарным заводом и молочных продуктов молочным заводом «Большенагаткинский». Ж/д станция «Цильна».
Месторождения горючих сланцев, залегающих неглубоко и местами выходящих на поверхность, Среднеалгашинское месторождение фосфоритов, месторождение глины для производства кирпича и цемента.
Сельское хозяйство
Сельское хозяйство района представлено 19 крупными и малыми сельхозпредприятиями, из них сельхозкооперативов — 9 , обществ с ограниченной ответственностью — 9 , опытно-производственное хозяйство — 1. Кроме того, 4 подсобными хозяйствами и 231 крестьянскими (фермерскими) хозяйствами.

## Известные люди
- Бурцев, Михаил Иванович (1919—1997) — генерал-лейтенант авиации, кавалер 7 орденов Красного Знамени. Родился в селе Крестниково Большенагаткинского сельского поселения.
- Тражукова, Инна Вячеславовна (1990) — российская спортсменка, чемпионка и призёр чемпионатов России по вольной борьбе, обладательница Кубка России, обладательница Кубка европейских наций, призёр чемпионата Европы, призёр Кубка мира, участница Европейских игр 2015 года в Баку и Летних Олимпийских игр 2016 года в Рио-де-Жанейро. Родилась в селе Верхние Тимерсяны Большенагаткинского сельского поселения.
- Любавин, Василий Александрович — Герой Советского Союза, родился в Большое Нагаткино.
- Воробьёв, Егор Терентьевич — Герой Советского Союза, родился в селе  Средние Тимерсяны.
- Чебанов, Анатолий Сафронович  — чувашский драматург, поэт, прозаик и публицист, зоотехник, жил и работал в Большое Нагаткино.
- Юман, Анатолий — чувашский поэт. Заслуженный работник культуры Российской Федерации, родился в селе Средние Алгаши.
- Мотовилов, Николай Александрович — симбирский помещик, собеседник преподобного Серафима Саровского и его первый биограф, многолетний попечитель Серафимо-Дивеевского монастыря, родился в селе Русская Цильна.
- Мотовилов, Георгий Николаевич  — русский юрист, тайный советник, сенатор, участник судебной реформы, родился в селе Русская Цильна.
- Абрамова, Наталья Семёновна — Герои Социалистического Труда, родилась в д. Пилюгино, трактористка совхоза «Анненковский»[28][29][30].
- Фаизов, Салихзян Халимович — Герой Социалистического Труда, родился в селе Елховое Озеро.
- Чириков Яков Степанов — дворянин, основатель села Чириково[31].
- Назарьев Валериан Никанорович — общественный деятель, писатель, драматург, публицист[32][33].
- Анненков Павел Васильевич — русский литературный критик, историк литературы и мемуарист из дворянского рода Анненковых.

## Достопримечательности
- Рябчиковый луг —  ООПТ Ульяновской области[34].
- Владимирская церковь в селе Старое Никулино.
- Церковь Троицы Живоначальной (Крестниково) (разрушена).